# Nebrioporus elegans
Nebrioporus elegans é uma espécie de insetos coleópteros pertencente à família Dytiscidae.
A autoridade científica da espécie é Panzer, tendo sido descrita no ano de 1794.
Trata-se de uma espécie presente no território português.